# Абрамов Юрій Сергійович
Ю́рій Сергі́йович Абра́мов (9 грудня 1976 ) — російський легкоатлет, спеціаліст з бігу на довгі дистанції та марафону. Виступав на професійному рівні у 1998—2011 рр., дворазовий чемпіон Росії у марафоні, чемпіон Росії з бігу на 5000 метрів, переможець та призер низки великих міжнародних стартів на шосе, учасник чемпіонату світу в Берліні та чемпіонату Європи в Барселоні. Представляв Адигею та Москву. Майстер спорту Росії міжнародного класу.

## Біографія
Юрій Абрамов народився 9 грудня 1976 року. Займався легкою атлетикою під керівництвом тренерів М. І. Монастирського та К. А. Чадина.
Першого серйозного успіху на дорослому всеросійському рівні досяг у сезоні 1999 року, коли на зимовому чемпіонаті Росії у Москві виграв срібну медаль у бігу на 3000 метрів із перешкодами.
На чемпіонаті Росії 2002 року у Чебоксарах перевершив усіх суперників у бігу на 5000 метрів і здобув золоту медаль.
2003 року увійшов до складу російської національної збірної та виступив на Європейському виклику з бігу на 10 000 метрів в Афінах, де посів 12-те місце в особистому заліку та четверте у командному.
2004 року в дисципліні 5000 метрів здобув перемогу на Меморіалі Куца в Москві.
У 2005 році був найкращим на дистанції 10 км у рамках Московського міжнародного півмарафону, у тій же дисципліні фінішував другим на Московському міжнародному марафоні світу.
Також у 2007 році показав 17-й результат на Римському марафоні (2:16:34) та 13-й результат на Франкфуртському марафоні (2:12:22).
У 2008 році посів 25 місце на Лісабонському півмарафоні.
У 2009 році фінішував третім на Х'юстонському марафоні (2:12:21). Виконавши відповідний норматив, отримав право захищати честь країни на чемпіонаті світу в Берліні — у програмі марафону показав результат 2:17:04, розташувавшись у підсумковому протоколі змагань на 27-му рядку.
2010 року з особистим рекордом 2:11:39 здобув перемогу на чемпіонаті Росії з марафону, що пройшов у рамках Московського міжнародного півмарафону. Брав участь у чемпіонаті Європи у Барселоні — хоч і зійшов тут з дистанції, разом із земляками став срібним призером у командному заліку марафону.
У 2011 році з результатом 2:14:53 знову переміг на чемпіонаті Росії з марафону в Москві й після закінчення сезону завершив спортивну кар'єру.
За видатні спортивні досягнення нагороджений почесним званням «Майстер спорту Росії міжнародного класу».